# Ганье, Верн
Лаве́рн Кла́ренс Га́нье (англ. Laverne Clarence Gagne, 26 февраля 1926, Роббинсдейл, Миннесота — 27 апреля 2015, Блумингтон, Миннесота) — американский борец и рестлер, игрок в американский футбол, тренер по рестлингу и рестлинг-промоутер. Он был владельцем и промоутером базирующейся в Миннеаполисе American Wrestling Association (AWA), которая в течение многих лет была ведущей на Среднем Западе и в Манитобе. Он оставался на этом посту до 1991 года, когда компания прекратила свою деятельность.
Будучи борцом-любителем, Ганье завоевал два титула чемпиона NCAA и был запасным борцом сборной США по вольной борьбе на Олимпийских играх 1948 года, а в 1949 году перешел в рестлеры. Ганье был 11-кратным чемпионом мира в ведущих рестлинг-промоушенах, десять раз владел титулом чемпиона мира в тяжёлом весе AWA и один раз — титулом чемпиона мира в тяжелом весе IWA, поскольку в Японии этот титул считался мировым. Ему принадлежит рекорд по самому длительному совокупному пребыванию в статусе чемпиона мира в Северной Америке и третье место (после Бруно Саммартино и Лу Тесза) по самому длительному одиночному пребыванию в статусе чемпиона мира. Он один из семи человек, включенных в каждый из залов славы — WWE, WCW и рестлинга.
Является тренером таких рестлеров, как Рик Флэр, Железный Шейх, Курт Хенниг, Рики Стимбот и других.

## Ранняя жизнь
Ганье родился в Коркоране, Миннесота, и вырос на ферме в Роббинсдейле, Миннесота. Он ушел из дома в возрасте 14 лет после смерти матери. Учился в средней школе Роббинсдейла и преуспел в американском футболе, бейсболе и борьбе, выиграв чемпионаты округа, региона и штата по борьбе в средней школе, а также был включен в сборную штата по футболу. В 1943 году его пригласили играть в футбол в Университет Миннесоты, где он был включен в состав команды всех команд «Большой десятки».

## Карьера в борьбе
После одного года обучения в колледже Ганье поступил на службу в команду подводного разминирования ВМС. Он решил вернуться в Университет Миннесоты, где в качестве борца-любителя завоевал два титула чемпиона NCAA. В 1948 году он победил Чарльза Готтфрида из Иллинойса в категории до 86 кг и выиграл свой первый чемпионат NCAA в Пенсильвании. На следующий год он вернулся на чемпионат, но перешел на класс выше, в тяжелый вес. В финале он встретился с будущим чемпионом мира NWA в тяжелом весе Диком Хаттоном. Бой закончился вничью 1:1, но победу присудили Ганье, так как он контролировал Хаттона в течение более длительного времени матча. Он также был запасным членом сборной США по вольной борьбе на Олимпийских играх 1948 года; позже он сказал, что мог бы бороться на Олимпиаде, но его тренеры обнаружили, что он заработал деньги, выиграв борцовский матч на карнавале, что поставило под сомнение его любительский статус.

## Смерть Гельмута Гутмана
26 января 2009 года Ганье вступил в перепалку с Гельмутом Гутманом, 97-летним обитателем учреждения в Блумингтоне, Миннесота, где они оба проживали. По словам вдовы Гутмана, которая не присутствовала при ссоре, Ганье поднял Гутмана и повалил его на пол, а затем сломал ему бедро, потянув назад. «Нападение произошло быстро, когда мужчины сидели за столом», — сказал начальник полиции Блумингтона Джефф Поттс. «Это было больше похоже на толчок или пинок, и от этого Гутманн упал».
Оба мужчины ничего не помнили об этом инциденте. Гутман был госпитализирован и умер 14 февраля от осложнений после травмы. 25 февраля 2009 года смерть пожилого мужчины была официально признана убийством. 12 марта 2009 года прокуратура округа Хеннепин официально объявила, что Ганье не будет предъявлено уголовное обвинение в связи со смертью, поскольку из-за деменции Ганье не обладал необходимыми умственными способностями, чтобы иметь намерение причинить вред Гутману.

## Болезнь и смерть
У Ганье была диагностирована болезнь Альцгеймера (или, возможно, хроническая травматическая энцефалопатия, вызванная травмами головы в течение всей жизни), и он жил в отделении для потерявших память в медицинском учреждении города Блумингтон, Миннесота. В январе 2012 года он жил в доме своей дочери Бет и ее мужа Уилла. В последние годы жизни он продолжал появляться на публике, ему помогал его сын Грег.
27 апреля 2015 года Гагне умер в Блумингтоне в возрасте 89 лет.